# Odd Taxi
Odd Taxi (オッドタクシー, Oddo Takushī) est une série d'animation japonaise originale produite par les studios OLM et P.I.C.S.. La série est diffusée du 6 avril 2021 au 29 juin 2021 sur TV Tokyo et AT-X.
Une adaptation en manga de la série commence sa prépublication sur le webzine Superior Dalpana de Shōgakukan le 15 janvier 2021.

## Synopsis
L'histoire se déroule dans un monde peuplé d'animaux anthropomorphes.
On y suit Odokawa, un chauffeur de taxi morse de 41 ans qui est fermé sur lui-même et n'a pas de famille. Mais il a l'habitude d'avoir des conversations avec les clients qui prennent son taxi pour rentrer chez eux. Odokawa ayant de nombreuses conversations avec diverses personnes le conduisent petit à petit à obtenir des informations à propos d'une fille disparue quelques jours auparavant.

## Personnages
Hiroshi Odokawa (小戸川宏, Odokawa Hiroshi)
Voix japonaise : Natsuki Hanae
Miho Shirakawa (白川美保, Shirakawa Miho)
Voix japonaise : Riho Iida (en)
Ayumu Gôriki (剛力歩, Gōriki Ayumu)
Voix japonaise : Ryōhei Kimura (en)
Eiji Kakihana (柿花英二, Kakihana Eiji)
Voix japonaise : Kappei Yamaguchi
Rui Nikaidô (二階堂ルイ, Nikaidō Rui)
Voix japonaise : Suzuko Mimori
Shiho Ichimura (市村しほ, Ichimura Shiho)
Voix japonaise : Moeka Koizumi (en)
Yuki Mitsuya (三矢ユキ, Mitsuya Yuki)
Voix japonaise : Manatsu Murakami
Kenshiro et Koshiro Daimon (大門堅志朗 / 大門幸志朗, Daimon Kenshirou / Daimon Koushirou)
Voix japonaise : Kōhei (Grand frère), Asei (Petit frère)
Kensuke Shibagaki (柴垣謙介, Shibagaki Kensuke)
Voix japonaise : Yūsuke
Atsuya Baba (馬場 敦也, Baba Atsuya)
Voix japonaise : Atsuhiro Tsuda
Taichi Kabasawa (樺沢太一, Kabasawa Taichi)
Voix japonaise : Takashi
Taeko Harada (原田タエ子, Harada Taeko)
Voix japonaise : Tomoko Murakami
Daichi Fukumoto (福本大地, Fukumoto Daichi)
Voix japonaise : Keisuke Takai
Shigeyuki Kondo (近藤繁之, Kondō Shigeyuki)
Voix japonaise : Phoenix
Dobu (ドブ, Dobu)
Voix japonaise : Kenji Hamada
Shun Imai (今井旬, Imai Shun)
Voix japonaise : Kōdai Sakai
Hajime Tanaka (田中一, Tanaka Hajime)
Voix japonaise : Soma Saito
Fuyuki Yamamoto (山本冬樹, Yamamoto Fuyuki)
Voix japonaise : Makoto Furukawa (en)
Togo Sekiguchi (関口東吾, Sekiguchi Togo)
Voix japonaise : Chado Horii
Shigeru Kuroda (黒田茂, Kuroda Shigeru)
Voix japonaise : Takaya Kuroda (en)
Kanon (花音, Kano)
Voix japonaise : Amane Shiomiya
Reina (玲奈, Rena)
Voix japonaise : Chika Kagura
Haruhito Yano (矢野治人, Yano Haruhito)
Voix japonaise : METEOR
Satoshi Nagashima (長嶋聡, Nagashima Satoshi)
Voix japonaise : Mahiro Takasugi (en)

## Anime
La série est diffusée du 6 avril 2021 au 29 juin 2021 sur TV Tokyo et AT-X.
La série est animée par les studios OLM et P.I.C.S., réalisée par Baku Kinoshita, avec Kazuya Konomoto en tant que scénariste. Kinoshita et Hiromi Nakayama s'occupant du design des personnages et OMSB, PUNPEE et VaVa composant la musique de la série.
Jupe et PUNPEE interprètent le générique de début intitulé Odd Taxi, tandis que Suzuko Mimori interprète le générique de fin intitulé Sugarless Kiss,.
Crunchyroll diffuse la série partout dans le monde excepté en Asie. Mighty Media (es) distribue la série en Asie du Sud-Est.

### Liste des épisodes
| No | Titre de l’épisode en français             | Titre de l’épisode en japonais                    | Date de 1re diffusion |
| -- | ------------------------------------------ | ------------------------------------------------- | --------------------- |
| 1  | Un chauffeur marginal                      | 変わり者の運転手 Kawari mono no untenshu          | 6 avril 2021          |
| 2  | Comment passer une longue nuit             | 長い夜の過ごし方 Nagai yoru no sugoshikata        | 13 avril 2021         |
| 3  | Gare aux faux-semblants                    | 付け焼き刃に御用心 Tsukeyakiba ni go-yōjin        | 20 avril 2021         |
| 4  | La révolution de Tanaka                    | 田中革命 Tanaka kakumei                           | 27 avril 2021         |
| 5  | J'ai rien d'une idole                      | アイドルなんて呼ばないで Aidoru nante yobanai de  | 4 mai 2021            |
| 6  | Dis voir « C'est quoi cette embrouille ? » | なんでやねんが聞きたいよ Nandeyanen ga kikitai yo | 11 mai 2021           |
| 7  | Des bonbons ou des bobos                   | トリック・オア・トリート Torikku oa torīto        | 18 mai 2021           |
| 8  | Bless you                                  | Bless you                                         | 25 mai 2021           |
| 9  | La mélancolie d'un héros                   | ヒーローの憂鬱 Hīrō no yūutsu                     | 1er juin 2021         |
| 10 | Pas de lendemain pour nous autres          | 俺たちに明日はない Oretachi ni asu wa nai         | 8 juin 2021           |
| 11 | Si je pouvais revenir en arrière           | あの日に戻れたら Ano hi ni modore tara            | 15 juin 2021          |
| 12 | Le duo défaillant                          | たりないふたり Tarinai futari                     | 22 juin 2021          |
| 13 | Jusqu'où ?                                 | どちらまで？ Dochira made?                        | 29 juin 2021          |

## Audio drame
Un audio drame est diffusée en parallèle de la série, les épisodes sont publiés sur la chaine YouTube officiel de la série. L'audio suit les conversations interceptées par Satoshi Nagashima des personnages de la série grâce à un stylo mouchard (apparaissant dans la série comme un stylo surmontée d'un cœur).

## Manga
Une adaptation en manga par Kazuya Konomoto et illustrée par Takeichi Abaraya a débuté sur le site de manga Superior Dalpana de Shōgakukan le 15 janvier 2021. 

### Annotations
1. ↑  Les titres français de l'anime proviennent de Crunchyroll.